# Loxophlebia masa
Loxophlebia masa là một loài bướm đêm thuộc phân họ Arctiinae, họ Erebidae.